# امیروالا معدنچی
امیروالا معدنچی (انگلیسی: Amirvala Madanchi؛ زادهٔ ۱۷ ژوئیهٔ ۱۹۹۴) تنیس‌باز اهل ایران است.
یهترین رتبه او در رنکینگ جهانی، رتبه ۱۰۷۲ در مرداد ماه سال ۱۳۹۴ بود.